# بول كيليرمان

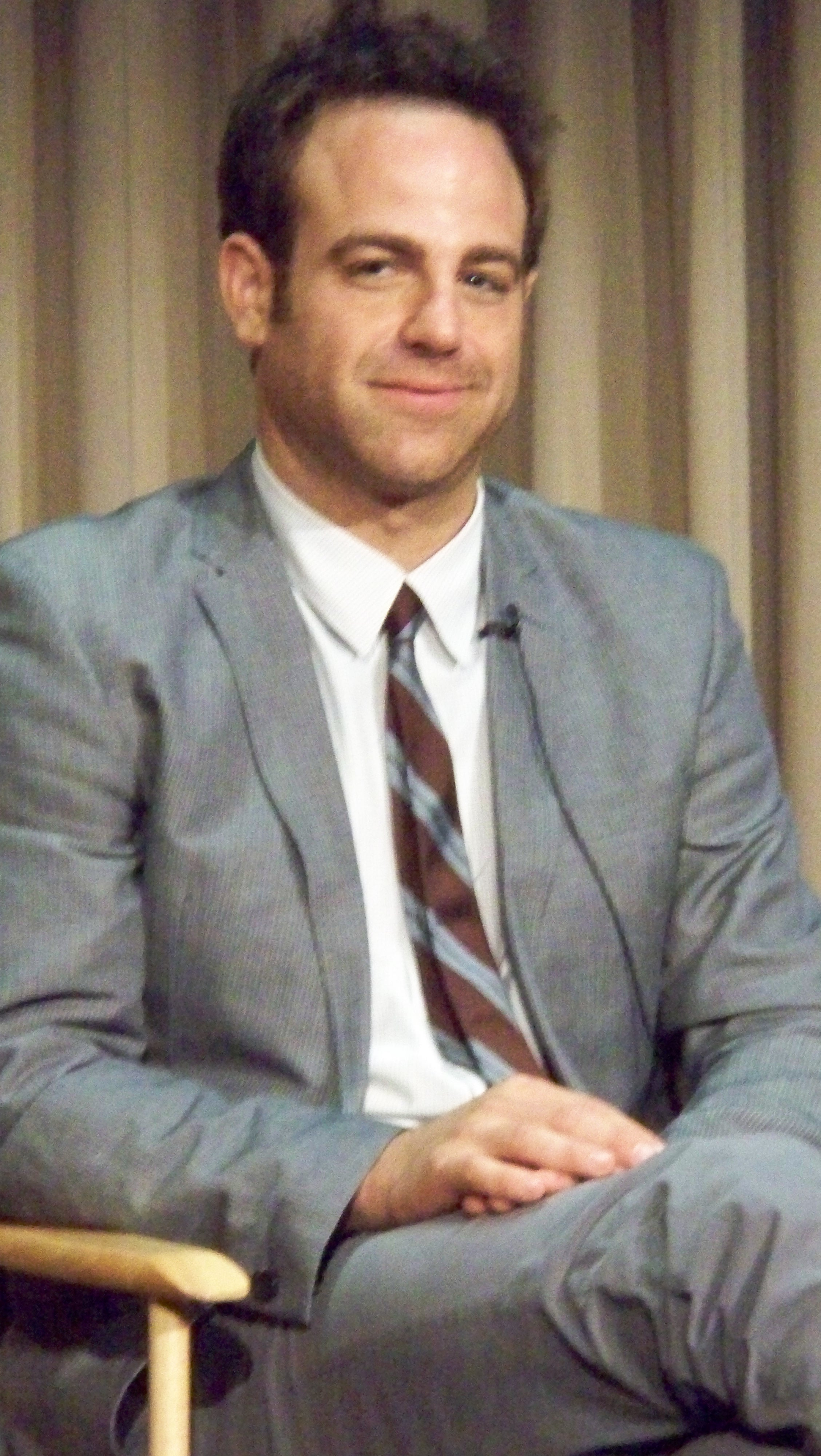
بول أدلستين، سبتمبر 2008، في حفل معاينة خريف ABC في مركز بالي.

بول كيليرمان (بالإنجليزية: Paul Kellerman) هو إحدى الشخصيات الرئيسية في المسلسل التلفزيوني الأمريكي بريزون بريك، قام بتأدية هذه الشخصية الممثل بول أدلستين. وهو العميل السري المفوض من قبل نائبة الرئيس، لاغتيال لينكون بوروز.
كان آخر ظهور له في الموسم الثاني لكنه عاد في الموسم الرابع في الحلقتين 21 و22 كعميل سري للحكومة وهو الذي حرر مايكل ولينكون وسوكري وماهون وسي نوت والدكتورة سارة تنكريدي